# Casas Grandes, Zacatecas
Casas Grandes är en ort i Mexiko.   Den ligger i kommunen Nochistlán de Mejía och delstaten Zacatecas, i den centrala delen av landet, 400 km nordväst om huvudstaden Mexico City. Casas Grandes ligger 2 055 meter över havet och antalet invånare är 228.
Terrängen runt Casas Grandes är huvudsakligen kuperad, men österut är den platt. Runt Casas Grandes är det ganska glesbefolkat, med 25 invånare per kvadratkilometer. Närmaste större samhälle är Nochistlán, 19,0 km söder om Casas Grandes. I omgivningarna runt Casas Grandes växer huvudsakligen savannskog.